# Pingu
Pingu fue una serie animada de origen suizo-británico cocreada por Otmar Gutmann y Erika Brueggemann. La serie consiste en la vida de una familia de pingüinos que viven en el Polo Sur, y más concretamente las historias tratan sobre el hijo mayor Pingu, y su amigo Robbie, un león marino. También hay muchos capítulos en los que aparecen el padre y la madre de Pingu así como (después de que saliera de un huevo) su hermana pequeña Pínga  y otros muchos personajes secundarios.
Una de las características que hace de Pingu un éxito internacional fue el hecho de que los diálogos se realizan en una jerga incomprensible (idioma pingüino o pinguish), realizado sin guion por Carlo Bonomi (lo mismo ocurría en La Línea y Mr. Go).
Pingu y su familia viven en la Antártida y lo hacen en un iglú, que era una construcción típica de los inuit, habitantes nativos del ártico.
En 1993, el conocido actor David Hasselhoff lanzó su sencillo Pingu Dance (solo en Suiza) bajo la distribución de Fox Music Group, una canción rap basada en la serie, con sonidos de Pingu y otros personajes de la serie. Parte de esta canción pasaría a ser usada luego como la canción para la segunda versión del tema de entrada de la serie, tanto para la tercera y cuarta temporada, como para la remasterización de las dos primeras. 
En el 2001, la empresa HIT Entertainment adquirió los derechos de Pingu, junto con la asociación de FOX Entertainment Group.

## Personajes
Estos son algunos de los personajes que aparecen en Pingu.
- Pingu: Es el protagonista de la serie. Al igual que sus padres, es de color negro con una barriga blanca, una boca roja y unos pies redondeados y planos de color naranja. Al principio, tiene ocho años y, a lo largo de la serie va creciendo hasta cumplir los doce. Utiliza gritos guturales para comunicarse. Finalmente en las temporadas 5 y 6 solo la usa para expresar felicidad. Además, puede alterar la forma de su cuerpo, alargándolo y aplastándolo o adoptando la forma de una pelota. Su juguetes preferidos suelen ser su trineo, un patinete, un juego de bloques de madera, una pelota o un osito de peluche. Es el enamorado de Pingi, una amiga de la escuela.

- Pinga: Es la hermana pequeña de Pingu. En las dos primeras temporadas parece tener unos 18 meses, en las temporadas 1 y en adelante, tiene 4 años. Su primera aparición en el episodio "Nace mi hermana". Al ser todavía muy pequeña, es de color blanco, con la espalda grisácea y la cabeza parcialmente negra. Su juguete preferido en un conejillo de peluche. Tiene un gran cariño a su hermano y siempre le ayuda en todo lo que puede.

- El Padre y la Madre: Son los padres de Pingu y Pinga. El padre trabaja de cartero y tiene una marroca de nieve para repartir el correo. En los primeros episodios fumaba en pipa, aunque lo dejó inmediatamente después de que naciera Pinga. La madre pasa la mayor parte del tiempo en casa. Ambos comparten las tareas domésticas (por ejemplo, tejer, cocinar y planchar). Son Fishi y Aurora.

- El abuelo: Es el abuelo materno de Pingu y Pinga. Su edad es de noventa años. Es un experto acordeonista, y también, como lo demuestra en "Pingu y los tirantes", un exlevantador de peso profesional desde 1938. Apareció por primera vez en el capítulo "Desafinado".

- Robbie: La foca (llamado Seymour la foca en los libros con audio) es el mejor amigo de Pingu. Su nombre es un juego de palabras; "Robbe" en alemán significa "foca". En los primeros cuatro episodios, su piel era de color gris tirando a azulada, pero en el resto es de color gris claro. Su primera aparición fue en "Pingu y su nuevo amigo", en el que Pingu y Robbie se pelean, pero se hacen amigos al final del episodio.

- Pingo: Es el mejor vecino de Pingu. Tiene un pico largo, esencialmente plano en la parte inferior, pero ligeramente redondeadas en la parte superior, también la cabeza es más ancha y más alta. Es bastante temerario, y con frecuencia convence a Pingu para hacer cualquier clase de salvajada.

- Pingg: Es uno de los amigos Pingu y primo de Pingo. Él suele ser algo rebelde y burlón.

- Pongi: Es el más intelecto de la clase, que lleva gafas, similares al del abuelo. Su primera aparición fue en el hockey sobre hielo. No

- Punki: También es otro de los amigos de Pingu. Su primera aparición fue en donde Pingu hace deliveries con su padre. Tiene una cresta en la cabeza y lleva pantalones a rayas. Su forma de hablar es bastante más peculiar que la del resto, ya que da la sensación de que habla cantando ópera. Solo apareció en algunos capítulos.

- Bajoo: Es también uno de los amigos de Pingu. Él se revela porcomo un "recién llegado extraña a la Antártida en el aspecto de un muñeco de nieve abominable. Apareció en el último episodio de Pingu. También apareció en el video musical y en El show de Pingu, que es un dispositivo de radiodifusión y no un episodio en sí mismo.

- Sr. Peng-Chiffs: es el maestro de Pingu. Vive en una escuela cercana. Su primera aparición fue en la misma fachada.

- Pingi: es el interés romántico de Pingu y amiga de Pinga. Tiene pestañas gruesas y blancas. Ella apareció por primera vez en El admirador de Pingu. A veces Pinga se pone celosa de Pingi porque Pingu le presta más atención a Pingi que a ella.

## Episodios

### Piloto
- Corto sin contexto de Pingu
- Hugo
- Piloto animado oficial

### Primera temporada (1986-1990)
1. Hola Pingu
2. Pingu cuida el huevo
3. La nueva llegada
4. Pingu va a pescar
5. Pingu entrega el correo
6. Celos
7. Al escondite
8. Bebé perdido
9. Pingu juega al tenis de peces
10. Barril de diversión
11. Hockey sobre hielo
12. Pingu y Pínga no quieren dormir
13. Esquí
14. Pingu se va de casa
15. Edificio de iglúes
16. Lecciones de música
17. Cueva de hielo de Pingu
18. Trineo
19. Pequeños accidentes
20. Horario de escuela
21. El abuelo está enfermo
22. El circo de Pingu
23. Pingu y el órgano barril
24. Ruido
25. Pingu y Pinga solos en casa
26. El sueño de Pingu

### Segunda temporada (1991-1994)
1. Pingu va al médico
2. El admirador de Pingu
3. Pingu y la gaviota
4. Pingu va a hacer surf sobre hielo
5. Primer beso de Pingu
6. Juego de curling de Pingu
7. Pingu el músico de carámbano
8. Pingu el chef
9. La familia de Pingu celebra la Navidad
10. Pingu sale de casa
11. Pingu el fotógrafo
12. La nueva cometa de Pingu
13. Pingu y los muchos paquetes
14. Pingu el aprendiz de mago
15. El cumpleaños de Pingu
16. Pingu en la feria
17. Pingu la niñera
18. Pingu no puede perder
19. Pingu y el juego de los peces
20. Pingu consigue una bicicleta
21. Visita de Pingu al hospital
22. Pingu en la excursión escolar
23. Pingu y Pinga en el jardín de infancia
24. Pingu y los extraños
25. Pingu ayuda a su madre
26. Pingu hace un muñeco de nieve

### Tercera temporada (1995-1996)
1. Pingu hace esquí de fondo
2. Pingu en el museo
3. El abuelo de Pingu viene para quedarse
4. El largo viaje de Pingu
5. Pingu finge estar enfermo
6. Pingu el pintor
7. Truco de Pingu
8. Pingu y la madre ave
9. Las peleas de Pingu con su madre
10. Pingu y el mensaje en una botella
11. Pingu tiene una idea
12. Pingu rompe un jarrón
13. Pingu y el avión de papel
14. Pingu busca venganza
15. Pingu comete un error
16. Pingu y el juguete
17. Pingu el superhéroe
18. Pingu y el concurso de pesca
19. Pingu y la carta
20. Pingu se siente desplazado
21. Pingu gana el primer premio
22. Pingu y el fantasma
23. Pingu y la postal
24. Descubrimiento de Pingu
25. Robos de Pingu
26. Pingu y la bola perdida

### Cuarta temporada (1998-2000)
1. Desventaja de Pingu
2. Pingu no quiere ayudar
3. Pingu el montañero
4. Pingu y el gran pez
5. Pingu muestra lo que puede hacer
6. Pingu limpia la nieve
7. Pingu tiene un día libre
8. Pingu el arquero
9. Pingu recibe una advertencia
10. Pingu y el imán
11. Pingu consigue ayuda
12. Pingu en el paraíso
13. La broma peligrosa de Pingu
14. Pingu el piloto
15. Pingu se burla de Pinga
16. El deseo de Pingu
17. Pingu es curioso
18. Pingu se organiza
19. Pingu construye una torre
20. Pingu el rey
21. Pingu el panadero
22. Pingu y la muñeca
23. Pingu ayuda al abuelo
24. Pingu tiene un mal día
25. Pingu pierde la apuesta
26. Pingu y su copa

### Quinta temporada (2003-2004)
1. Diversión hinchable de Pingu
2. Pingu termina el trabajo
3. Pingu cava un agujero
4. Tarjeta de San Valentín de Pingi
5. Pingu quiere volar
6. Día de viento de Pingu
7. Conejo perdido de Pinga
8. Aventura en la Luna de Pingu
9. Pinga sonámbula
10. Pingu el snowboarder
11. Pinga tiene hipo
12. De tal palo tal Pingu
13. Escultura de hielo de Pingu
14. El globo de Pinga
15. Pingu y la máquina de tejer
16. Ley de equilibrio de Pingu
17. Pingu se pierde
18. Pingu y Pinga se van de camping
19. Apestoso Pingu
20. Pingu y la banda
21. Pingu y la bola de nieve
22. Pingu se pelea
23. Pingu y el timbre
24. Pingu juega a pillar
25. Las tortitas de Pingu
26. Cuentos para no dormir de Pingu

### Sexta temporada (2005-2006)
1. Academia de trineo de Pingu
2. Pingu y la manguera
3. Pingu el alfarero
4. Pingu y la camada
5. Nuevo sombrero de mamá
6. Pobre Pinga
7. Pinga en una caja
8. Pingu y el regalo
9. Pingu y la juguetería
10. Pingu y el papel maché
11. Dolor de tripa de Pingu
12. Pingu se deja llevar
13. Pingu y la mascota de la escuela
14. Pingu no se está quieto
15. Pingu de ojos verdes
16. Pingu y el vendaje
17. Pingu y la flauta de pescado
18. Pingu y el bugalú
19. Pingu y el Diario Iglú
20. Pingu y el avión de motor a goma
21. Pingu y los tirantes
22. Gran captura de Pingu
23. Pingu y el nuevo patinete
24. Pingu y la pintura
25. Pingu hace un gran chapoteo
26. Pingu y el abominable muñeco de nieve

## Éxito y consumibles

### Especiales
La serie tuvo varios especiales lanzados directamente de televisión y DVD, como en el caso de "La fiesta de la boda de Pingu", estrenado en 1997.

### Emisión nacional e internacional
Varios episodios de la primera temporada fueron retransmitidos a fines de los 1980s y comienzos de los 1990s en canales públicos y privados de Latinoamérica bajo la distribución de la televisión alemana Transtel Cologne (hoy parte de Deutsche Welle). La serie también fue transmitida en Pequeño mundo, un conjunto de programas de Cartoon Network. En Uruguay se emitió por TVEO actual Canal 5 (Uruguay). Venezuela, por  RCTV. Entre 1991 y 2000 y por Televen desde 2002 hasta 2005 y en México por Canal Once y ahora también en Azteca 7 y en Chile por Telecanal.
En España, fueron las cadenas autonómicas como Canal 2 Andalucía, TV3, Canal9 o Telemadrid las cadenas encargadas de su emisión entre los años 90 y los 2000.

### Videojuegos
Se han creado videojuegos sobre Pingu para preescolares en plataformas PC y Nintendo DS.